# Chen Qimei
Chen Qimei (陳其美, 17 janvier 1878 – 18 mai 1916) est un militant révolutionnaire chinois, proche allié politique de Sun Yat-sen, et premier mentor de Tchang Kaï-chek. Il est l'un des fondateurs de la République de Chine et l'oncle de Chen Guofu et Chen Lifu.

## Biographie
Né à Wuxing au Zhejiang, il part étudier au Japon en 1906 et rejoint le Tongmenghui. Devenu ami avec Tchang Kaï-chek, natif de la même province que lui, en 1908, Chen l'introduit au Tongmenghui. 
En 1911, après le soulèvement de Wuchang, les forces de Chen occupent Shanghai. Il devient gouverneur militaire de la région mais doit fuir au Japon avec Sun Yat-sen après l'échec de la révolution contre la dictature de Yuan Shikai. Ils forment alors le parti révolutionnaire chinois, qui devient plus tard le Kuomintang (ou parti nationaliste chinois). De retour à Shanghai pour une autre révolution, Yuan le fait assassiner le 18 mai 1916,, peut-être par Zhang Zongchang, un général loyal à Yuan.
Chen est considéré comme l'un des premiers héros révolutionnaires et l'un des pères fondateurs de la République de Chine. Il est également le doyen de la famille Chen, l'une des plus puissantes et influentes de l'époque. L'université qui portait son nom a été divisée entre l'université Fudan et l'université de Zhejiang après la victoire des communistes en 1949. Un monument à sa mémoire est cependant présent à Huzhou au Zhejiang. 